# Umm Salal Muhammad
Umm Salal Muhammad (arab. أم صلال محمد) – miasto w Katarze; 37,3 tys. mieszkańców (2008), stolica prowincji Umm Salal. Trzecie co do wielkości miasto kraju.